# Blastocladiomycota
Blastocladiomycota es una división de hongos de hábitat acuático o del suelo, en donde está activo cuando este se encuentra húmedo. Anteriormente se clasificaban en la división Chytridiomycota pero actualmente se clasifican como una división ya que están más estrechamente emparentados con el clado Amastigomycota que con los otros quitridios; esto está respaldado por estudios moleculares, caracteres ultraestructurales y las zoosporas. La división contiene 2 órdenes, 5 familias y 12 géneros. Los hongos de este grupo son parásitos de plantas y animales.

## Morfología
La morfología en Blastocladiomycota varía mucho. Por ejemplo, los miembros de la familia Coelomycetaceae son simples de naturaleza plasmodial. Algunas especies del género Blastocladia son monocéntricas, como los quítridos, mientras que otras son policéntricas. Los más notables son aquellos miembros, como Allomyces que demuestran un crecimiento determinante y diferenciado.

## Importancia ecológica

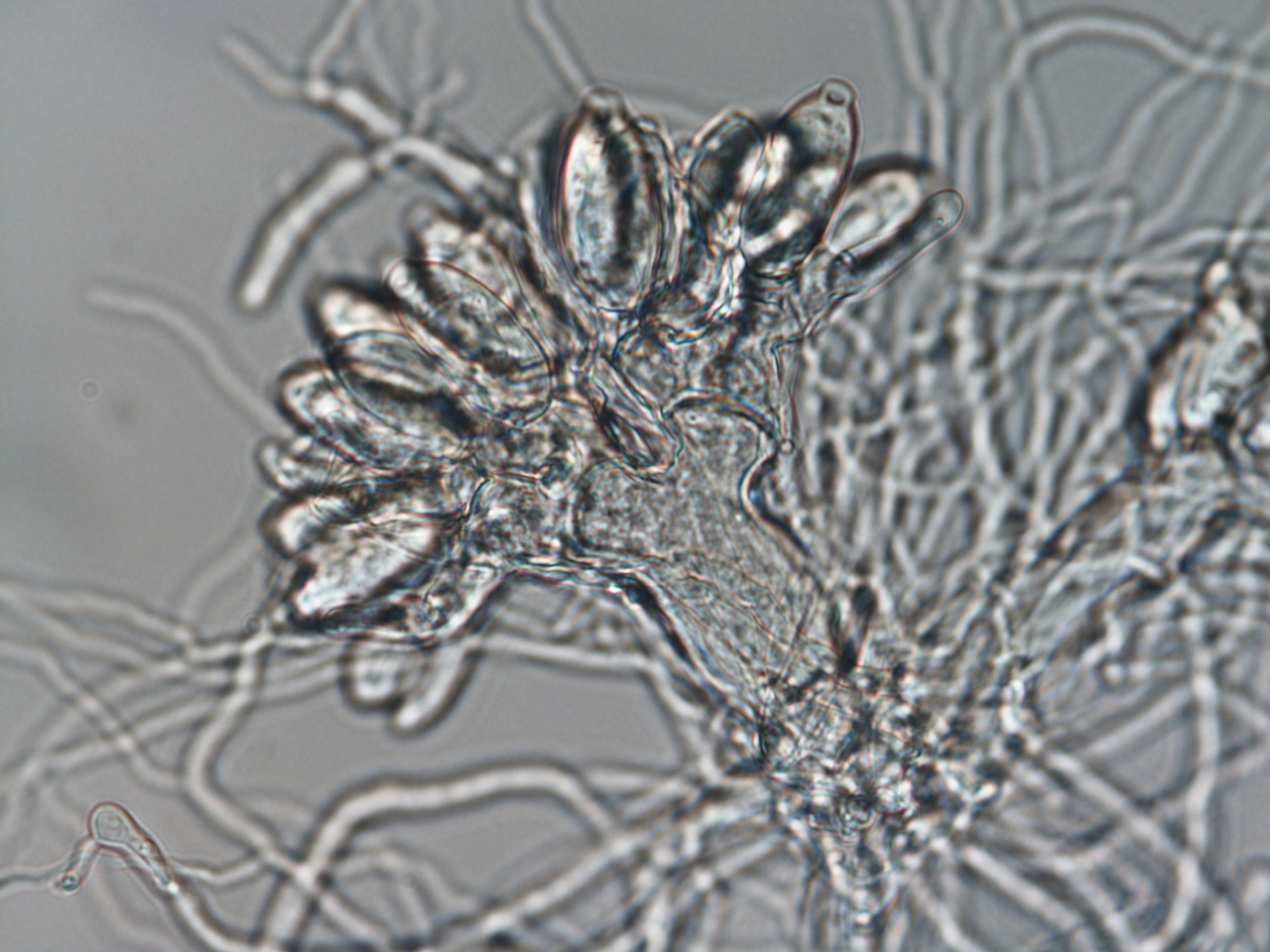
Imagen microscópica de Blastocladia.

Los miembros de Blastocladiomycota son capaces de crecer en materiales refractarios, como polen, queratina y celulosa. Sin embargo las especies más conocidas son los parásitos. Los miembros de Catenaria son parásitos de nematodos, mosquitos, crustáceos. Los miembros del género Physoderma y Urophlyctis son parásitos de plantas obligados. De importancia económica es Physoderma maydis, un parásito del maíz y el agente causal de la enfermedad de la mancha marrón. También son importantes las especies de Urophlyctis que parasita la alfalfa. Sin embargo ecológicamente, Physoderma son parásitos importantes de muchas angiospermas acuáticas y de plantas pantanicas. También de interés humano, por razones de salud, son miembros de Coelomomyces, un parásito inusual de mosquitos que requiere un huésped crustáceo, para completar su ciclo de vida. Otros que son ecológicamente interesantes incluyen un parásito de tardígrados y el zooplanctón Daphnia"'.

## Reproducción
Puede distinguirse dos tipos de reproducción entre los miembros del grupo:

### Reproducción sexual
Algunos miembros de Blastocladiomycota exhiben alternancia de generaciones. Los miembros de este grupo exhiben una forma de reproducción sexual conocida como anisogamia. La anisogamia es la fusión de dos gametos sexuales que difieren en la morfología, generalmente el tamaño. En el quitridio Allomyces, el talo está unido por rizoides y tiene un tronco erecto en el que se forman los órganos reproductivos al final de las ramas. Durante la fase haploide, el talo forma gametangia masculina y femenina que liberan gametos flagelados. Los gametos se atraen usando feromonas y eventualmente se fusionan para formar un cigoto. El cigoto germinado produce un talo diploide con dos tipos de esporangios: zoosporangios de paredes delgadas y esporas de resistencia con las paredes gruesas (o esporangios). Los esporangios de paredes delgadas liberan zoosporas diploides. La espora de resistencia sirve como un medio para soportar condiciones desfavorables. Cuando las condiciones son favorables nuevamente, se produce meiosis y se liberan zoosporas haploides.

### Reproducción asexual
Los miembros de Blastocladiomycota asexuales en este caso producen zoosporas para colonizar nuevos sustratos. En algunas especies, se ha observado un fenómeno curioso en las zoosporas asexuales. De vez en cuando, las zoosporas asexuales se emparejarán e intercambiarán citoplasma pero no núcleos. 